# PlayStation VR2
O PlayStation VR2 (PS-VR2) é um óculos de realidade virtual para o console de videogame doméstico PlayStation 5, foi desenvolvido pela empresa Sony Interactive Entertainment com lançamento previsto para 2023, anunciado na feira anual de tecnologia CES 2022 (Consumer Electronics Show, em português: Feira de Eletrônicos de Consumo). como sucessor do dispositivo PlayStation VR (2016).

## Características (hardware)
O óculos de ralidade virtual se conectará ao console PlayStation 5 através do cabo USB-C. Ao contrário do PlayStation VR de primeira geração, que rastreia os movimentos do jogador por meio de uma única câmera PlayStation, o PS VR2 rastreará os movimentos por quatro câmeras montadas no dispositivo VR.
O PlayStation VR2 terá um painel OLED com resolução de tela 4K . Cada visor ocular terá uma resolução de 2.000 x 2.040 pixels. Como um aprimoramento gráfico, usando rastreamento ocular, apenas os itens que estão na visão imediata do jogador serão renderizados com detalhes completos. Os itens na visão periférica do jogador não serão renderizados com tanta nitidez.
O PS VR2 também apresentará novos controladores, chamados de controladores Sense. Os controladores serão capazes de detectar toques com os dedos, bem como fornecer feedback tátil.
O PS VR2 não pode rodar jogos PSVR, de acordo com Hideaki Nishino, vice-presidente sênior de experiência da PlayStation, em entrevista ao Official PlayStation Podcast, "porque o PSVR2 foi projetado para oferecer um VR verdadeiramente de última geração experiência".

## Jogos e conteúdo
Mais de 20 jogos estão atualmente em desenvolvimento para PS VR2 da PlayStation Studios e parceiros terceirizados, incluindo Resident Evil Village, The Walking Dead: Saints &amp; Sinners - Chapter 2: Retribution, No Man's Sky, Star Wars: Tales from the Galaxy's Edge, Horizon: Call of the Mountain exclusivo de Demeo e PS VR2 

## Recepção
As primeiras visualizações foram positivas. Os controladores do Sense foram aclamados pela CNET.